# Grotte di Pastena
Le grotte di Pastena sono un complesso di cavità, situate nel comune laziale di Pastena, in provincia di Frosinone nell'Italia centrale. Il sito delle cavità sorge sulla strada provinciale che da Pastena porta a Castro dei Volsci, a 4,5 km dal primo e 9 dal secondo. Fra i centri abitati più vicini vi sono la frazione pastenese di Casanova-Cavatelle e quella castrese di Collevento.

## Storia
Scoperte nel 1926 dal barone Carlo Franchetti e divenute turistiche già l'anno successivo, sono gestite dal Consorzio Grotte Pastena e Collepardo.
Negli anni '70 il geologo Lamberto Ferri Ricchi completò l'esplorazione di tutto il percorso sotterraneo nel corso d'acqua.
Durante la seconda guerra mondiale le grotte furono usate come rifugio contro i bombardamenti.

## Geologia
Le cavità risalgono al Mesozoico (fra gli 80 e i 50 milioni di anni fa) e sono suddivise in due rami: quello "attivo" inferiore e quello "fossile" superiore. Quest'ultimo è definito fossile dato che il processo di stillicidio è terminato da diverse migliaia di anni. Per tutta la grotta si possono individuare stalagmiti e stalattiti, talvolta sotto forma di "vela", le quali possono impiegare oltre un secolo per crescere di pochi centimetri, le conseguenti colonne ed anche concrezioni mammellonari.
Nella grotta ci sono zone di colore marrone ricoperte di fango a causa delle passate inondazioni e zone bianche con colate di carbonato di calcio ed occasionalmente piccoli cristalli di calcite.
La grotta è stata divisa in diverse zone tra cui la "sala dei pipistrelli", la "galleria delle meraviglie", la "sala delle colonne", ecc.
È presente un piccolo torrente ed una cascatella che sfocia in un laghetto il cui apice di profondità è 4 metri.

## Archeologia
Le grotte di Pastena hanno restituito anche numerosi reperti archeologici relativi a sepolture ed offerte di carattere rituale risalenti ad epoca preistorica (Neolitico ed età del Bronzo). I materiali rinvenuti durante gli scavi, effettuati dall'Università di Perugia e dalla Sovrintendenza archeologica del Lazio tra il 2001 e il 2008, sono ancora in corso di studio e solo parzialmente pubblicati. Di notevole interesse comunque è il ritrovamento di un'ascia ed un pugnale in bronzo risalenti alla media età del bronzo (XV secolo a.C. circa) sul fondo di uno dei laghetti interni al ramo attivo delle grotte; si tratta di offerte rituali tipiche di questo periodo legate a figure maschili molto importanti all'interno della comunità.

## Fauna e flora

### Fauna
Le grotte con gli organismi che vi risiedono rappresentano un piccolo ecosistema. A partire dal torrente che scorre nelle vicinanze è possibile osservare diversi tipi di insetti tra cui libellule, farfalle ed impollinatori ma anche piccoli animali come le lucertole. All'ingresso si vedono subito piccioni che nidificano fra le cavità nella roccia.
All'interno della grotta si nota la presenza di piccoli insetti come ragni e dolicopodi. Tuttavia l'animale più significativo è sicuramente il pipistrello che durante la stagione estiva migra in alcune zone nella caverna, che vengono chiuse al pubblico all'occorrenza, per riprodursi; una grande colonia risiedeva nei cunicoli, ma adesso ne sono di meno, infatti è presente parecchio guano.

### Flora
Nei pressi della grotta si trova molta vegetazione, ma dentro sono presenti soltanto muschio in alcuni punti ed alghe nel corso d'acqua.

## Nella cultura di massa
- Nel 1985 l'attore italiano Alberto Sordi ha girato alcune scene alle grotte di Pastena, per il film Sono un fenomeno paranormale[2].
- Nel 1988 è stata girata nelle grotte di Pastena una scena del film Fantozzi va in pensione, anche se nella finzione figuravano come grotte di Postumia[3].
- Nel 2014 l'attore italiano Terence Hill ha girato nelle grotte di Pastena alcune scene della serie televisiva Un passo dal cielo[4].